# Zé Gabriel
Zé Gabriel (* 21. Januar 1999 in Carmópolis), mit vollständigen Namen José Gabriel dos Santos Silva, ist ein brasilianischer Fußballspieler.

## Karriere
Zé Gabriel erlernte das Fußballspielen in den brasilianischen Jugendmannschaften von Corinthians São Paulo und Internacional Porto Alegre. Seinen ersten Profivertrag unterschrieb er bei Internacional am 1. Januar 2020. Der Verein aus Porto Alegre spielte in der ersten brasilianischen Liga, der Série A. Sein Debüt in der Série A gab er am 4. August 2019 im Auswärtsspiel gegen Fluminense Rio de Janeiro. Hier stand er in der Startelf und wurde in der 67. Minute gegen den Argentinier Andrés D’Alessandro ausgewechselt. Fluminense gewann das Spiel mit 2:1.